# Grewia meizophylla
Grewia meizophylla är en malvaväxtart som beskrevs av Karl Ewald Maximilian Burret. Grewia meizophylla ingår i släktet Grewia och familjen malvaväxter. Inga underarter finns listade i Catalogue of Life.